# Плоскогубцы для захвата и манипулирования

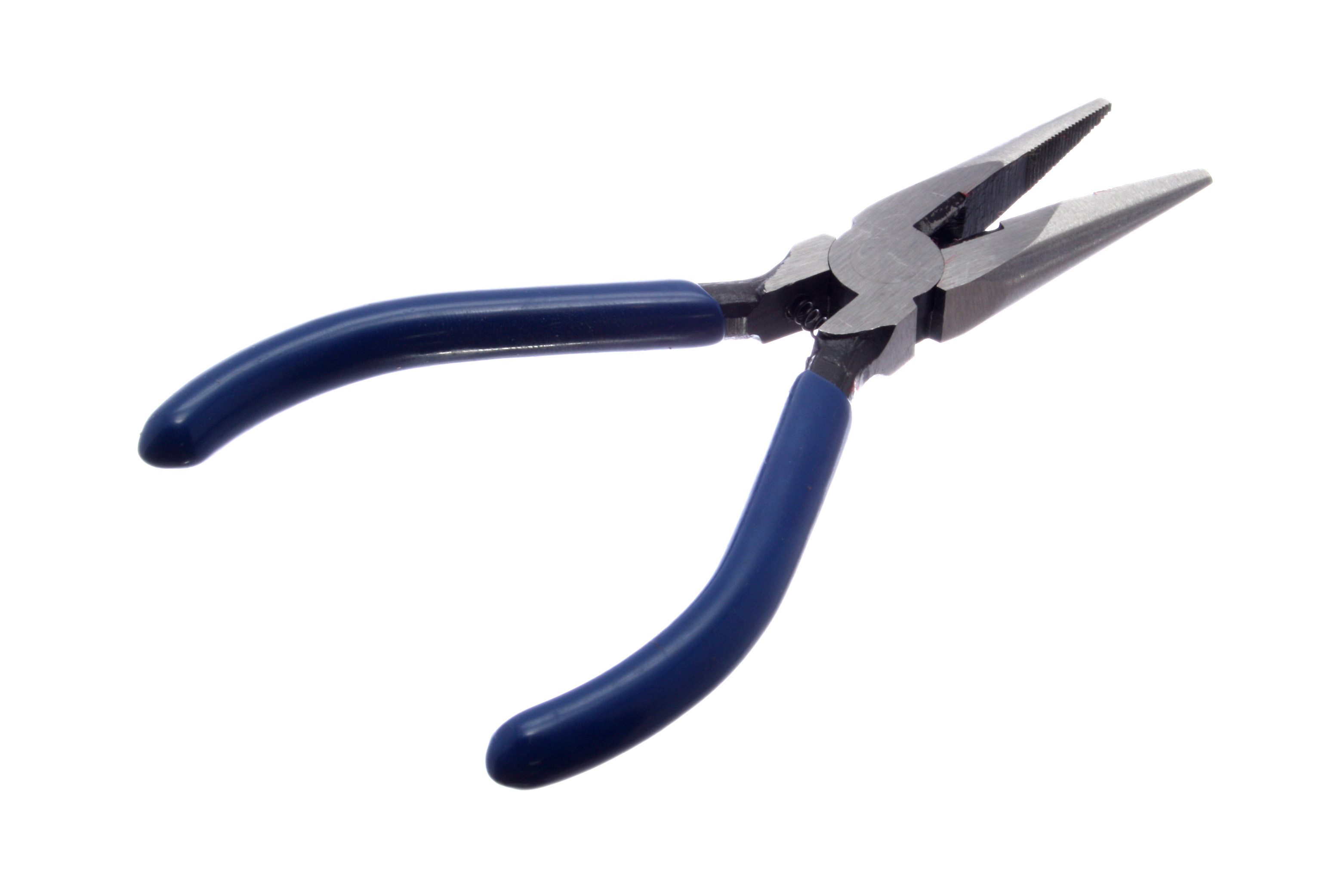
острогубцы

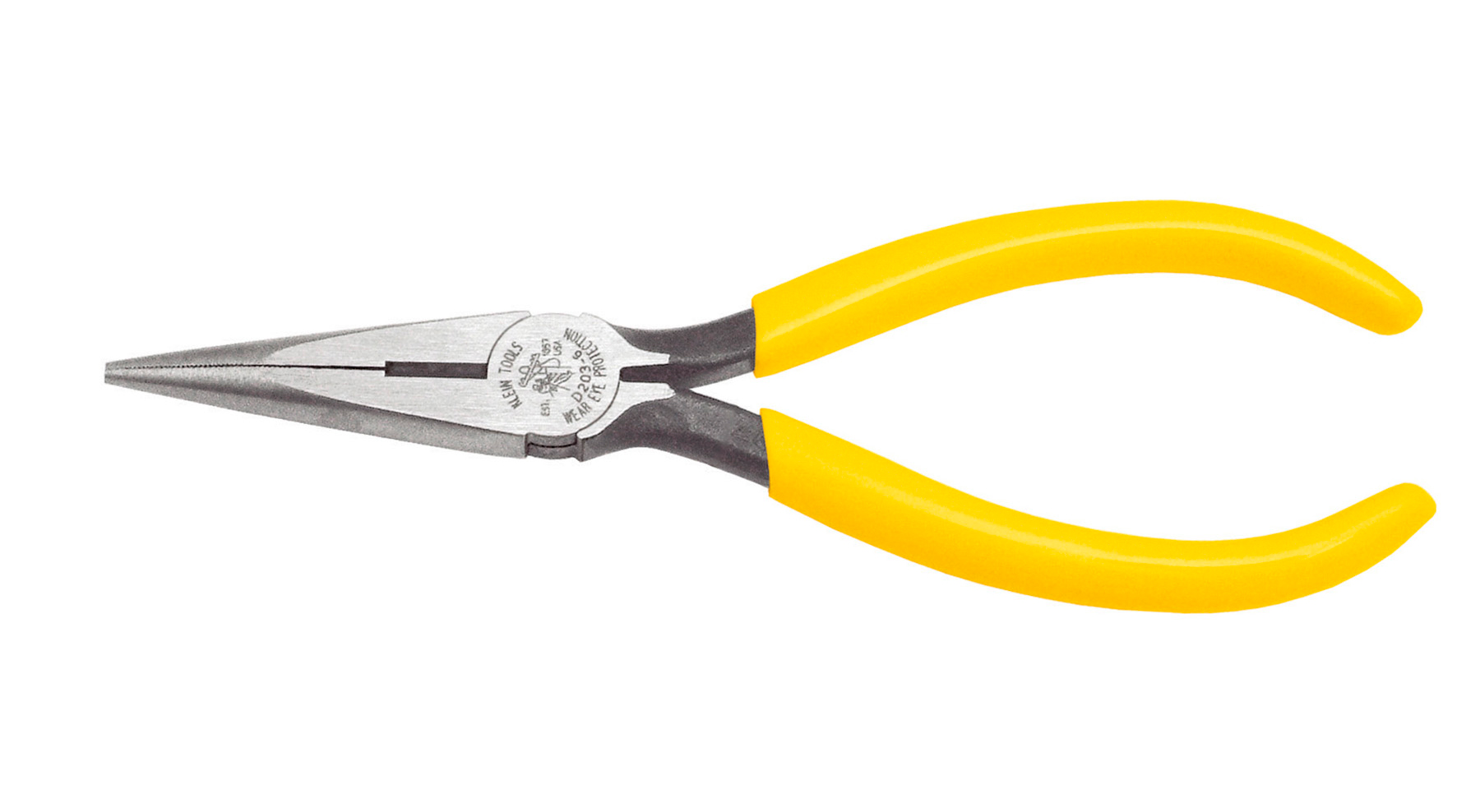
Klein Tools D203-6

Плоскогубцы для захвата и манипулирования (англ. Pliers for gripping and manipulating) (также острогубцы, длинногубцы, тонкогубцы, утконосы) — инструмент с особо зауженными губками пирамидальной формы. 

## Применение
Предназначены для захвата, манипулирования и перекусывания проволоки. Бывают без режущих кромок и с режущими кромками (для перекусывания проволоки средней твердости), а также с прямыми или изогнутыми губками. Изготавливаются по стандарту ISO 5745. Pliers and nippers — Pliers for gripping and manipulating — Dimensions and test values. Как и любые плоскогубцы, предназначенные для работы в электроустановках напряжением до 1000 В переменного тока и 1500 В постоянного тока, должны соответствовать стандарту IEC 60900 Live working — Hand tools for use up to 1000 V a.c. and 1500 V d.c и оснащаться электроизоляцией ручек.
Широко применяются электриками при подключении эл. установок, при заведении проводов в распределительные коробки. Техниками связи при монтаже и прокладки проводов. Мелких слесарных работ. Ювелиры предпочитают данный подвид плоскогубцев (с гладкой внутренней поверхностью) всем остальным в силу удобства применения. Широко применяется закрепщиками драгоценных и полудрагоценных камней.
Противоположностью плоскогубцев круглогубцы.

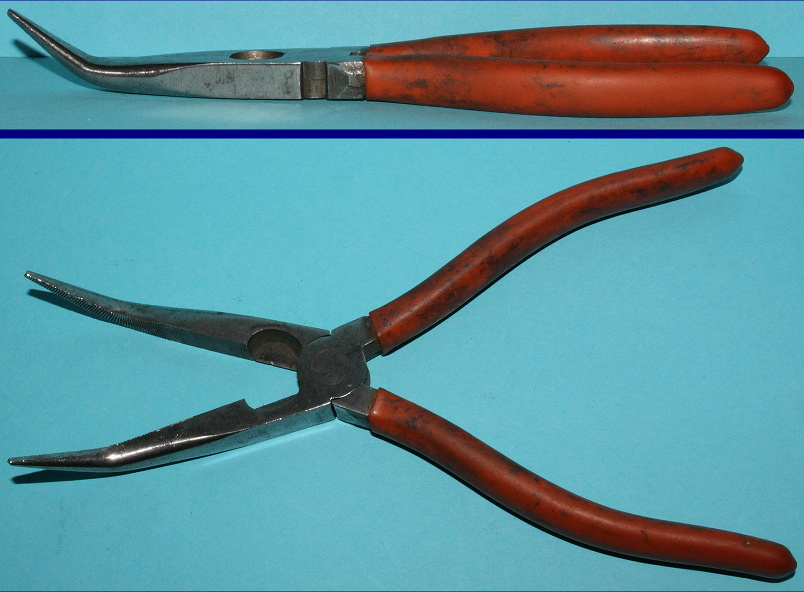
вариант с загнутыми концами